# Oliver Reinhard
Oliver Reinhard (* 14. Mai 1964 in Frankfurt am Main) ist ein deutscher Schauspieler und Synchronsprecher.

## Leben
Oliver Reinhard wuchs in Frankfurt am Main auf. Im Alter von 19 begann er 1983 seine Ausbildung an der Westfälischen Schauspielschule in Bochum, die er 1986 abschloss. Im Anschluss wurde er an das Berliner Schillertheater (Staatliche Schauspielbühnen Berlin) engagiert.
Reinhard spielte unter anderem am Schauspielhaus Basel, dem Staatstheater Stuttgart, dem Badischen Staatstheater, den Kammerspielen Hamburg und dem Klecks-Theater Hamburg in Rollen wie Ringo in „Die Minderleister“, Baron Tusenbach in „Drei Schwestern“ , Edmund in „König Lear“ oder Garry Lejeune in „Der nackte Wahnsinn“ .
Von Anfang an stand Reinhard auch in verschiedenen Film- und Fernsehproduktionen vor der Kamera. Durch seine Rolle als Tim in der mehrfach preisgekrönten TV-Serie Nikola wurde Reinhard einem breiten Fernsehpublikum bekannt.
Seit 2005 lebt Reinhard mit seiner Frau, der Schauspielerin Karin Pfammatter, und seinem Sohn in Zürich.

## Filmografie (Auswahl)
- 1985: Detektivbüro Roth
- 1987: Pseudo
- 1992: SOKO 5113
- 1992: Gute Zeiten, schlechte Zeiten
- 1993: Tatort – Bienzle und die schöne Lau
- 1995: Großstadtrevier
- 1994: Ein Bayer auf Rügen
- 1996: Wilde Zeiten
- 1997–2005: Nikola
- 1998: Die Hochzeitskuh, Regie: Tomi Streiff
- 2001: Wie angelt man sich einen Müllmann
- 2001: Die Affäre Semmeling, Regie: Dieter Wedel
- 2003: Ritas Welt – Ein Hundeleben
- 2003: Königskinder, Regie: Isabell Kleefeld
- 2005: Tatort – Im Alleingang
- 2007: SOKO Köln
- 2008: Tag und Nacht
- 2009: Wittich, Regie: Daniel Welbat
- 2016: Zielfahnder – Flucht in die Karpaten
- 2017: Tatort – Der rote Schatten
- 2018, 2023: SOKO Leipzig (2 Folgen)
- 2018: Rentnercops – Mord im Dunkeln
- 2018: Hanne
- 2021: Unbroken (Fernsehserie)
- 2021: Fabian oder Der Gang vor die Hunde
- 2021: Tatort: Masken
- 2022: Ramstein – Das durchstoßene Herz